# Merismodes
Merismodes Earle (osiękla) – rodzaj grzybów z rodziny Niaceae.

## Charakterystyka
Grzyby cyfelloidalne, saprotrofy występujące na martwych gałązkach i na roślinach zielnych. Owocniki miseczkowate, porośnięte brązowymi włoskami, siedzące lub na trzonkach. Włoski o długości do 250 μm, grubościenne, w górnej części inkrustowane, od spodu gładkie, w niektórych włosach wierzchołek jest gładki i załamuje się jak konidium, niektóre włosy są spiczaste i wygięte. Strzępki ze sprzążkami, bazydiospory eliptyczne do allantoidalnych, cystyd brak.
Merismodes odróżnia się licznymi podstawkami, które występują razem, często na dużych obszarach.

## Systematyka i nazewnictwo
Pozycja w klasyfikacji według Index Fungorum: Niaceae, Agaricales, Agaricomycetidae, Agaricomycetes, Agaricomycotina, Basidiomycota, Fungi.
Zdiagnozował go Franklin Sumner Earle w 1909 r. Synonimy naukowe: Cyphellopsis Donk, Phaeocyphellopsis W.B. Cooke, Pseudodasyscypha Velen.
Polską nazwę nadał Franciszek Błoński w 1896 r.
Gatunki występujące w Polsce:
- Merismodes fasciculata (Schwein.) Donk 1951 – osiękla kępkowa
- Merismodes connivens (P. Karst.) Knudsen 2008[5]
- Merismodes ochracea (Hoffm.) D.A. Reid 1964 – osiękla ochrowa

Nazwy naukowe na podstawie Index Fungorum. Wykaz gatunków i nazwy polskie według Władysława Wojewody i innych.